# リマ大学
リマ大学（スペイン語: Universidad de Lima、英語: University of Lima）は、ペルーの首都リマに位置する大学で、1962年設立の私立大学の1つである。1960年代、商学、産業学の大学教授たちのグループにより設立が計画され、リマ郡ヘススマリア地区のキャンパスでわずか120人の学生と共に始まった。今日、リマ大学は10,470人の学生、8学部、大学院、科学研究機関など豊富に構成されている。